# Pseudobixatoides nonveilleri
Pseudobixatoides nonveilleri là một loài bọ cánh cứng trong họ Cerambycidae.